# Famille Potier
Pour les articles homonymes, voir Novion (homonymie).
La famille Potier (Paris) est une famille éteinte de la noblesse française, originaire de Paris, anoblie par la charge de conseiller en la Cour des monnaies de Paris vers 1475.
Ses trois branches se sont éteintes au XVIIIe siècle.

## Histoire
La famille Potier,,, a été anoblie par la charge de conseiller en la Cour des monnaies de Paris en 1473 ou en 1475.
Elle a formé plusieurs branches :
- Potier de Blanc-Mesnil et d'Ocquerre, éteinte en 1704 ([4], p. 4)
- Potier de Novion[7], donnée comme éteinte en 1769[8]
- Potier de Tresmes et de Gesvres (et Gesvres), éteinte en 1794[9],[10]

## Généalogie

### Premiers degrés
Simon Potier, fl. au début du XVe siècle, sieur de Blanc-Mesnil, Groslay, Courbevoie, Courberon et La Grange, qu'on dit être fils de Pierre Potier, marchand pelletier à Paris et fondateur d'un des charniers des Innocents vers 1397/1399, marié à Pernelle († 1399), † 1410, lui-même fils de Mahy/Mahieu/Mathurin Potier, né vers 1330, bourgeois de Paris dans la 2e moitié du XIVe siècle (, p. 1 et 2). Simon Potier, marié avec Catherine Aubéry, eut pour fils :
- Nicolas Ier Potier, sieur des mêmes terres, marchand apothicaire et épicier, échevin de Paris en 1466, nommé général des monnaies par Louis XI le 18 décembre 1475[12], mort en 1501, marié avec Madeleine de Marle[13], dont :
  - Nicolas II Potier, seigneur de Blanc-Mesnil et de Groslay, né vers 1470, Prévôt des marchands de Paris (1498-1500), général des monnaies, marié avec Marie Chevalier des Prunes/d'Eprunes en Brie, dame de Viviers, fille de Jacques et petite-fille d'Etienne Chevalier, née en 1478, dont :
    - Marie Potier, † 1535, mariée avec Louis de Besançon d'Orvilliers, conseiller au Parlement de Paris en 1513, puis Prévôt des marchands de Paris
    - Jacques Potier, seigneur de Blanc-Mesnil, né vers 1500-† 1555, conseiller au Parlement de Paris, marié en 1523 avec Françoise Cueillette, dame de Gesvres au Maine[14], dont :
      - Nicolas III Potier, seigneur de Blanc-Mesnil (Paris, vers 1541 - Paris, 1er juin 1634/1635), Maître des requêtes au Conseil d'État en 1567, Président à mortier au Parlement de Paris en 1578, chancelier de la reine Marie de Médicis, marié avec Isabeau Baillet de Sceaux, par qui se poursuivit la branche aînée de Blanc-Mesnil puis de Novion
      - Louis Potier, seigneur de Gesvres (Paris, vers 1545 - Paris, 1630), baron de Gesvres en 1597, comte de Tresmes en 1610. Époux de Charlotte Baillet de Sceaux (sœur d'Isabeau ci-dessus et de Renée Baillet qui maria Jean, fils de Christophe de Thou, † 1579 : trois filles de René Baillet, sire de Sceaux, de Tresmes et de Silly-en-Multien, 1er Président du Parlement de Bretagne, dont la grand-mère maternelle était Catherine de Montmorency-Goussainville dame de Tresmes, et qui comptait parmi ses ancêtres le malheureux Philippe d'Aunay ou encore les comtes de Vendôme (-Montoire-La Chartre)[15],[16],[17],[18]). Secrétaire d'État en 1592. Achète en 1609 la part de Claude Charles sur la seigneurie du Plessis-Picquet (actuel Plessis-Robinson). Il est l'auteur de la branche cadette de Gesvres et de Tresmes
      - deux sœurs des précédents : Marie Potier, † 1630, x 1551 Claude Le Roux de Bourgtheroulde (1525-1609) : Postérité ; et Marthe Potier, x 1574 Nicolas Moreau d'Auteuil, trésorier de France : Postérité.

### 6egénération

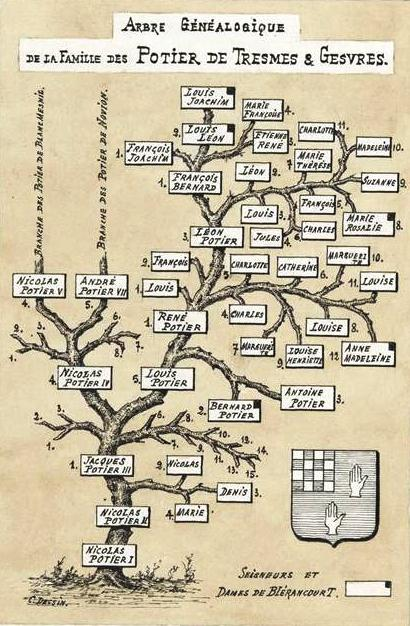
Charles Dessin, Arbre généalogique de la famille des Potier de Tresme et Gesvres (XIXe siècle), château de Blérancourt, musée national de la coopération franco-américaine.

- René Potier (de Blanc-Mesnil) (1574/1576-1616), fils de Nicolas III, érudit : le Didyme français, grand aumônier d'Anne d'Autriche. Nommé en 1595, il ne put prendre possession de son évêché de Beauvais que trois ans plus tard. Il ne résida pas à Beauvais, les affaires de l'État le retenant constamment à Paris. Il s'installe enfin à Beauvais en 1616 et meurt peu de mois après,
- Bernard Potier (de Blanc-Mesnil) (vers 1578-1610), fils de Nicolas III, Président à mortier au Parlement de Bretagne, x 1607 Marguerite Guyot de Charmeaux († 1618 ; remariée en 1615 à Henri du Plessis de Richelieu, né vers 1580-† 1619, frère aîné du cardinal Armand-Jean)
- Nicolas IV Potier (de Blanc-Mesnil) (mort en 1628), sieur d'Ouquerre, fils de Nicolas III, époux de Marie Barré. Secrétaire d'État en 1622. Voltaire le décrit comme un « homme juste » dans la Henriade (Chant quatrième, vers 412)
- André Ier Potier de Novion[7] (mort en 1645), fils de Nicolas III, marié en 2e noces à Catherine Cavelier, président au Parlement, acquéreur du château de Villebon-sur-Yvette
- Augustin Potier de Blancmesnil (mort le 19 ou 20[19] juin 1650), fils de Nicolas III, évêque de Beauvais succédant à son frère René en 1616, il y reste jusqu'à sa mort. Aumônier de la reine. Selon Retz : « Plus idiot que tous les idiots de votre connaissance », une « bête mitrée ». Éphémère Premier ministre de la régence, il aurait, selon Retz, « demandé aux Hollandais de se convertir à la religion catholique s'ils voulaient rester dans l'alliance de la France. La reine eut honte de cette momerie de ministère »[20]. » Selon La Rochefoucauld, il fut « le seul des serviteurs de la Reine que le cardinal de Richelieu n'avait pas jugé digne d'en être éloigné »[21]. » La reine ne tarde pas à mesurer les faibles capacités de son aumônier et l'écarte. Il revient dans son diocèse où il demeure jusqu'à sa mort, au château de Bresles en juin 1650. Il avait été sacré à Rome le 17 septembre 1617. Il avait donné sa démission du siège de Beauvais peu avant sa mort. Cet évêque avait été ami de Vincent de Paul ; à la fin de sa vie, il fut proche des jansénistes
- Renée Potier de Blanc-Mesnil, fille de Nicolas III, x 1597 Oudart III Hennequin d'Ecquevilly/de Fresnes
- Madeleine Potier de Blanc-Mesnil, fille de Nicolas III (vers 1587-1671), x 1608 Théodore Choart de Buzenval, d'où Nicolas Choart de Buzenval (1611-mort en 1679), évêque de Beauvais, qui succéda à ses oncles ;
- René Potier de Gesvres, dit Tresmes (1579-1670), fils de Louis Potier de Gesvres, fut marquis de Gesvres puis 1er duc de Tresmes en 1648/1663, chambellan d'Henri IV [Henri IV est assassiné en 1610!]en 1648, conseiller d'État, pair de France. Il reçut de Louis XIII des terrains parisiens en bordure de Seine, entre la place du Châtelet et la rue St-Martin, à l'origine du quai de Gesvres. Époux en 1607 de Marguerite de Piney-Luxembourg (morte en 1645 ; sœur d'Henri, 2e duc de Piney, et fille de François, 1er duc de Piney). Leur fils aîné Louis Potier, colonel du régiment de Gesvres cavalerie, est tué en 1643 au siège de Thionville.
- Bernard Potier de Gesvres, † 1662, frère cadet de René et fils de Louis Potier, x 1600 Charlotte de Vieuxpont d'Annebault. Il fait construire le château de Blérancourt par Salomon de Brosse en 1612-1619, et il achète Thorigny et Montjay à Jacques d'Angennes de Montlouet de Lizy en 1623
- Antoine Potier de Gesvres (vers 1585-1621), frère benjamin de René et Bernard, tous fils de Louis Potier de Gesvres ; seigneur de Sceaux, homme d'État et diplomate, x Anne fille de Jacques II d'Aumont de Chappes.

### 7egénération
- René Potier de Blancmesnil (mort le 17 novembre 1680), fils de Nicolas IV Potier de Blancmesnil d'Ocquerre. Président à mortier au Parlement de Paris, Président de la première chambre des enquêtes (16 février 1645). Actif dans la Fronde parlementaire ; dit le « Président de Blancmesnil », arrêté avec Broussel le 26 aout 1648, ce qui provoque une émeute rue de l'Arbre-Sec[22] et la Journée des barricades. Il est rétabli en 1652. Dans ses notes écrites probablement vers 1657 pour le cardinal de Mazarin, Colbert dresse ainsi le tableau du président au Parlement de Paris : « Mélancolique, extravagant, bizarre, de très-mauvaise humeur, foible, de difficile accès, ne manque pas de sens, mais prend toujours les affaires à contre-pied, peu sûr et de qui on ne se peut rien promettre, obstiné quelquefois, par boutade au parti qu'il prend, n'a point de crédit dans sa chambre »[23]. Il épouse Marie de Grimouville, † 1715, d'où Marie-Renée Potier (1678-1700), dame du Blanc-Mesnil et du Bourget, sans alliance
- Augustin Potier de Blanc-Mesnil sire d'Ocquerre, † le 11 mars 1704, frère du précédent, conseiller au Parlement
- Jeanne Potier, fille de Nicolas IV, † 1681, x Michel II de Marillac d'Ollainville, dernier fils de Michel de Marillac : Charles de La Trémoïlle-Laval-Thouars est dans leur descendance par leur petite-fille Marie-Madeleine de Marillac
- Madeleine Potier de Blancmesnil (1623-1705), fille de Nicolas IV Potier (mort en 1628 ; sieur d'Ocquerre) et sœur des précédents, épouse de Guillaume de Lamoignon (1617-1677). Leurs fils : Chrétien-François de Lamoignon (1644-1709), président à mortier et intendant du Languedoc ; et Nicolas Lamoignon, marquis de Bâville (1648-1724). Madeleine Potier et Nicolas IV sont les grands-parents de Guillaume de Lamoignon de Blancmesnil (1683-1772 ; chancelier de France) et les arrière-grands-parents de Malesherbes[24] ;

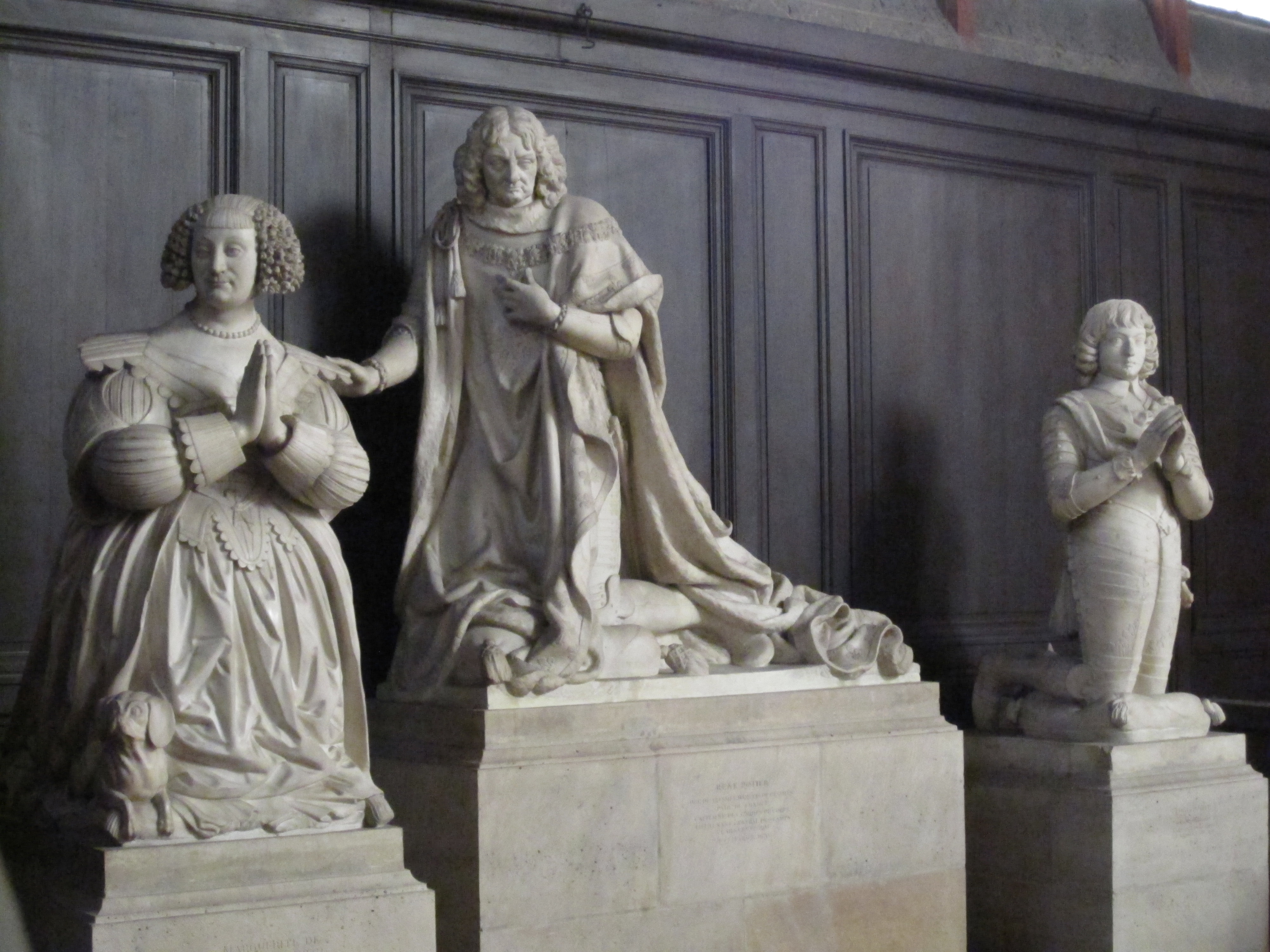
Orants de Marguerite, René (par Pierre II Biard) et Louis Potier (par Étienne Le Hongre) (XVIIe siècle), Paris, église Saint-Gervais-Saint-Protais.

- Nicolas (IV ou Ier) Potier de Novion (1618/1619-1er septembre 1693), fils d'André Ier Potier de Novion, marié à Catherine Gallard de Courances (vers 1623-1685). Neveu des évêques de Beauvais René et Augustin Potier. Président à mortier en 1645. En 1677, Premier président, il succède à Guillaume Ier de Lamoignon (1617-1677), à ne pas confondre avec son descendant (1683-1772). Nicolas Potier de Novion est obligé de démissionner en 1689. Membre de l'Académie française-fauteuil 19
- Catherine Potier de Novion, sœur du précédent, x Jacques Jubert de Bouville : d'où Michel-André Jubert [1645-1720 ; intendant d'Alençon, de Limoges, de Moulins, d'Orléans ; x 1664 Nicole-Françoise Desmarets, sœur de Nicolas et nièce maternelle de Colbert : parents entre autres enfants de Louis-Guillaume Jubert (1677-1741 ; père de Louis-Alphonse) et de Catherine Jubert (1688-1762 ; femme en 1711 de Gilles V de Maupeou d'Ableiges)] ;
- Léon Potier de Gesvres, 2e duc de Tresmes, 1er duc de Gesvres (1620-1704 ; le duché de Gesvres : nouveau nom du duché de Tresmes, à Crouy, rebaptisé ainsi en 1670), Premier gentilhomme de la chambre, gouverneur de Paris, marquis d'Annebault (héritage de sa tante par alliance Charlotte de Vieuxpont) et de Gandelu ; successeur, à la mort de son frère, de la charge de capitaine de la 3e compagnie des gardes du corps du roi, charge payée par Mlle de Montpensier. Fils de René Potier, 1er duc de Tresmes, et de Marguerite de Piney-Luxembourg. Époux en 1651 de Marie-Angélique du Val/Duval de Fontenay-Mareuil (1632-1702 ; fille du mémorialiste François ; d'où la postérité ci-dessous ; Fontenay : Fontenay-en-Parisis, et Mareuil : Mareil-en-France, qui passe aux Potier avec Jaigny tout proche ; héritage en 1665 de l'hôtel de Fontenay-Mareuil rue du Coq-Héron/rue Coquillière à Paris, 1er arrdt., acheté en 1706 par Pierre-Louis Reich de Pennautier, en 1712 par Chamillart, en 1734 par Pierre Grimod du Fort d'Orsay, (dit l'hôtel de Gesvres-Chamillart[25]), puis en 1703 de Marie-Renée de Romilley de La Chesnelaye (morte en 1742). Le mémorialiste Saint-Simon en fait  un portrait peu flatteur ("bassesse et noirceur étrange du duc de Gesres,... méchant dans sa famille ...").
- Louise-Henriette Potier de Gesvres, sœur du précédent, † 1680, x 1° 1633 Emmanuel de Faudoas d'Averton de Belin, et 2° 1644 Jacques de Saulx-Tavannes : Postérité des deux unions
- Marguerite Potier de Gesvres, † 1669, sœur des précédents, x 1635 Henri de Saulx-Tavannes (1597-1653 ; fils de Jean)
- quatre autres enfants de René Potier de Gesvres, 1er duc de Tresmes, et de Marguerite de Piney-Luxembourg : leurs deux fils aînés, sans alliance : Louis, colonel du régiment de Gesvres cavalerie (vers 1612-† 1643 au siège de Thionville ; marquis de Gesvres), et François Potier, colonel du régiment de Gesvres cavalerie après la mort de son frère, (vers 1612-† 1646 à Lérida ; marquis de Gandelu puis de Gesvres) ; capitaine de la troisième compagnie des gardes du corps du roi depuis le 10 aout 1643 jusqu'à sa mort ; Renée-Louise, † 1681, abbesse de La Barre ; Anne-Marie-Madeleine (vers 1623-1705), marquise de Blérancourt (héritage de son oncle Bernard Potier), sans alliance.

### 8egénération
- André II Potier de Novion (mort en 1674 prédécédé), fils de Nicolas (IV ou Ier) Potier de Novion et Catherine Gallard de Courances, marié en 1660 à Anne de Malon de Bercy. Président à mortier au Parlement en 1674
- Jacques Potier de Novion (1642/1647-1709), son frère cadet, fils de Nicolas Potier de Novion, prélat français, évêque de Sisteron, de Fréjus et d'Evreux
- Claude Potier, dit le comte de Novion, † 1722, leur frère, chevalier de Malte, x 1° Anne-Catherine de Brossamin (vers 1664-1703) : d'où Nicolas Potier, et Jacques Potier de Novion, capitaine de dragons
- Marguerite Potier de Novion, † 1705, leur sœur, x Charles Tubeuf, maître des requêtes, baron de Blanzac et de Ver
- Catherine Potier de Novion (1646-1709), leur sœur, épouse Antoine de Ribeyre (1632-1712), intendant de Limoges et de Tours, président au Grand conseil, conseiller d'État
- Marthe-Agnès Potier de Novion, fille de Nicolas (IV ou Ier) Potier de Novion, sœur des précédents, † 1686, x 1675 Arnaud II de Labriffe ;
- François-Bernard Potier, marquis de Gesvres (1655-1739) puis 2e duc de Gesvres, fils de Léon Potier duc de Tresmes puis 1er duc de Gesvres, et de Marie-Angélique du Val de Fontenay-Mareuil. Premier gentilhomme de la chambre, gouverneur de Paris, héritier du marquisat de Fontenay-Mareuil. Marié en 1690 à Marie-Madeleine de Seiglière(s) (1664-1702), qui lui apporte l'hôtel désormais dit de Gesvres à Paris, passage Choiseul (2e arrdt.)[26]
- Léon Potier, cardinal de Gesvres (1656-1744), son frère, fils de Léon Potier duc de Gesvres. Archevêque de Bourges, abbé de Saint-Remi de Reims, d'Aurillac, de Bernay.
- Jules-Auguste Potier (1662-1741), leur frère, fils de Léon Potier duc de Gesvres, le chevalier de Gesvres, chevalier de Malte, colonel au régiment de Bassigny en 1684, gouverneur de Pont-Audemer
- trois frères des précédents, tous fils de Léon Potier 1er duc de Gesvres et de Marie-Angélique du Val de Fontenay-Mareuil, et tous † jeunes : Louis (1660-1689 ; marquis de Gandelu, colone du Régiment des Vaisseaux), François (1664-† 1685 à Coron en Morée contre les Turcs ; chevalier de Malte), et Charles Potier comte d'Annebault
- Charlotte-Julie-Louise (1669-1752), leur sœur, x 1703 Charles-Amédée de Broglie de Revel (1649-1707 ; fils puîné de François Marie de Broglie).

### 9egénération
- André III Potier de Novion, marquis de Grignon (1659-mort en septembre 1731), petit-fils de Nicolas (IV ou Ier) Potier de Novion, fils d'André II et d'Anne de Malon de Bercy. Président à mortier en 1689 et Premier président en 1723 : il se démet rapidement de cette fonction dès 1724. Marquis de Grignon et sire de Saint-Germain-de-la-Grange par achat en 1682 ; x 1680 Anne Berthelot, fille de François Berthelot secrétaire des commandements de la Dauphine
- Louis-Nicolas-Anne-Jules Potier de Nouvion (vers 1666-1707), son frère cadet, dit le marquis de Novion, x 1685 Antoinette Le Comte/Le Conte de Montauglan
- Marie-Catherine Potier de Novion, † 1747, leur sœur Marie, fille d'André II Potier de Novion, x 1674 Jean-Baptiste-Louis Berryer de La Ferrière ;
- François-Joachim Potier (1692-1757), marquis puis 3e duc de Gesvres[27], fils de François-Bernard Potier marquis puis 2e duc de Gesvres. Marié en 1709 à Marie-Madeleine-Emelie Mascranni de La Verrière, † 1717 sans postérité. Il reçoit le gouvernorat de Paris en survivance de son père, Premier gentilhomme de la chambre, Grand-bailli de Valois
- Louis-Léon-Marie Potier (1695-1774), comte de Gandelus et de Tresmes, puis duc de Tresmes et 4e duc de Gesvres, frère cadet du précédent, maréchal de camp, lieutenant général, gouverneur d'Ile-de-France. Époux en 1729 d'Éléonore-Marie de Montmorency-Luxembourg (1715-morte en 1755)
- Étienne-René Potier de Gesvres (1697-1774), frère des précédents. Évêque de Beauvais et cardinal, abbé d'Orcamp, de Laon et de Caen
- Marie-Françoise Potier de Tresmes (1697-1764), fille de François-Bernard 2e duc de Gesvres, sœur des précédents. Épouse en 1715 Louis-Marie-Victor de Béthune-Selles (1671-1744), comte de Selles, dit le comte de Béthune.

### 10egénération
- Nicolas (V ou II) Potier de Novion (1685-1720), fils d'André III et d'Anne Berthelot, conseiller au parlement, comte de Novion, marquis de Grignon, mort en octobre 1720 au château de Courances. Il épouse sa cousine Anne-Marguerite-Catherine de Gallard de Courances le 11 décembre 1708
- Antoinette Potier de Novion (vers 1687-1726), sa sœur, x 1709 Charles-Adolphe des Lions comte d'Epaux, colonel de dragons
- Anne Potier de Novion (vers 1689-1726), leur sœur, x 1713 François de Montholon, † 1725, intendant de Saint-Domingue ;
- Antoinette Potier de Novion (1685-1754), fille de Louis-Nicolas-Anne-Jules Potier de Novion et d'Antoinette Le Comte/Le Conte de Montauglan. Femme en 1714 du maréchal-duc Gaspard de Clermont-Tonnerre : Postérité ; (Antoinette Potier avait plusieurs frères et sœurs, dont deux militaires : Nicolas comte de Montauglan, † 1706 à Ramillies, et Denis-Louis-Anne-Jules Potier de Nouvion, vers 1691-1758, mousquetaire) ;
- Louis-Joachim Paris Potier (1733-1794), marquis puis 5e duc de Gesvres (1774), fils de Louis-Léon Potier, comte de Gandelus puis duc de Tresmes et de Gesvres, et d'Éléonore-Marie de Montmorency-Luxembourg. Pair de France, gouverneur général de I'Ile-de-France, il épousa en 1758 Françoise-Marie, fille héritière de Bertrand-César Du Guesclin de La Roberie (branche cadette de la famille du célèbre connétable Bertrand du Guesclin). À la suite d'une conspiration dans la maison d'arrêt du Luxembourg, il fut guillotiné le 7 juillet 1794 (19 Messidor an II), sans laisser de postérité[28],[29],[9]. Il fut le dernier de sa branche[30] et les seuls descendants des ducs de Gesvres furent les maisons de Saulx-Tavannes et de Broglie-Revel[31].

### 11egénération
- André IV Potier de Novion (1711-1769), fils de Nicolas (V ou II) et d'Anne de Gallard de Courances, marquis de Novion et de Grignon, Président à mortier[32]. Branche éteinte dans les mâles avec lui : il épouse en 2e noces en 1747 Marie-Philippe, fille de Gabriel Taschereau de Baudry de Linières (maire de Tours, lieutenant-général de Police et intendant des Finances) et de Philippe Taboureau des Réaux (tante de Louis-Gabriel), d'où Anne-Marie-Gabrielle Potier de Novion (née en 1747, marquise de Grignon, x 1768 Alexandre-Guillaume de Galard de Béarn, comte de Brassac : Postérité), et sa sœur cadette Philippe-Léontine Potier de Novion (née en 1748-† 1820, x 1768 Aymard-Charles-Marie de Nicolaÿ, Président de la Chambre des Comptes, académicien français, 1747-† guillotiné en 1794 : Postérité).

## Demeures
- Château de Gesvres le Duc ;
- Hôtel de Tresmes (Paris) ;
- Hôtel de Gesvres (Paris) ;
- Château de Blérancourt ;
- Château de Saint-Ouen (Saint-Ouen-sur-Seine)
- Château de Grignon ;
- Château de Courances ;
- Château du Blanc-Mesnil ;
- Château du Plessis-Robinson

## Armoiries
| Image | Armoiries de la famille Potier |
| ----- | --- |
|       | Famille Potier « D'azur, à trois mains dextres appaumées d'or, au franc-quartier échiqueté d'argent et d'azur. » SupportsDeux amphiptères au naturel. Devises - « Dextera. Domini. fecit. virtutem » en français : « La droite du Seigneur fait leur vertu. » - « Dextera fecit virtutem, dextera salvabit me. » |
|       | René Potier (1579-1670), 3e vidame de Châlons (1621), 2e comte de Tresmes (1630), 1er duc de Tresmes (en) et pair de France (1648, création), chevalier du Saint-Esprit (reçu le 31 décembre 1619), « Écartelé au 1 d’azur à la bande d’argent, accompagné de deux dragons qui est Baillet ; au 2 d’or, au chef de gueules chargé au franc quartier d’un écusson de Montmorency dont le premier quartier est chargé d’une étoile de sable qui est Aunoy; au 3 de Montmorency : au 4 d’argent au chef de gueules et au lion d’azur armé, lampassé et couronné d’or sur tout qui est Vendôme ancien, et sur le tout de Potier qui est d’azur à trois mains dextre d’or au franc quartier échiqueté d’argent et d’azur. » « Écartelé : au 1, d'argent, au lion de gueules la queue nouée fourchée et passée en double sautoir (Luxembourg) ; au 2, d'azur, à trois fleurs-de-lis d'or, au bâton alésé de gueules péri en bande (Bourbon) ; au 3, d'or, à la bande de gueules chargée de trois alérions d'argent (Lorraine) ; au 4, de gueules, à la croix d'argent (Savoie). Sur le tout d'azur, à trois mains dextres appaumées d'or, au franc-quartier échiqueté d'argent et d'azur (Potier) à la bordure engrêlée d'or. », |
|       | Antoine Potier, seigneur de Sceaux (vers 1585 - 13 septembre 1621) « Écartelé aux 1 et 4 d’azur à trois mains appaumées d’or, au franc quartier échiqueté d'argent et d’azur qui est Potier à la bordure de gueules sur le tout ; aux 2 et 3, d’azur à la bande d’argent, accompagné de deux dragons ailés d'or qui est Baillet. » D'après Rietstap« D'azur, à la cotice de pourpre, côtoyée de deux amphiptères d'or. » |

Aujourd'hui,
| Image | Armoiries |
| ----- | --- |
|       | des communes françaises portent les armes de la maison de Villeneuve : Blérancourt (Aisne)« D’azur aux trois mains dextres appaumées d’or, au franc-quartier échiqueté d’argent et d’azur de quatre tires. »[réf. nécessaire] Thorigny-sur-Marne (Seine-et-Marne)« D'azur aux trois mains dextres appaumées d'or, au franc-quartier échiqueté d'argent et d'azur, chaussé d'or aux deux ceps de vigne tigés et feuillés de sinople, fruités chacun de trois pièces de gueules. »                                                                                           |
|       | D'autre part, les blasons de : Gesvres (Mayenne)« Burelé d'argent et d'azur à deux clés de gueules adossées en chevron et accompagnées de trois mains d'argent ». ; Le Blanc-Mesnil (Seine-Saint-Denis)« D'azur à la croix engrêlée d'or cantonnée au premier d'un échiqueté d'argent et d'azur de quatre tires en référence a l'abbaye de Saint-Denis, au deuxième et au troisième d'une main dextre apaumée d'or, au quatrième d'un drageoir du même. » (et aussi ceux de Mareil-en-France et de Jagny-sous-Bois), ne sont pas sans rappeler celui de la famille Potier. |